# Giải vô địch bóng đá nữ châu Á 1977
Giải vô địch bóng đá nữ châu Á 1977 diễn ra tại Đài Bắc, Trung Hoa Dân Quốc từ 2 tháng 8 đến 11 tháng 8 năm 1977. Đội tuyển vô địch là Trung Hoa Dân Quốc sau khi đánh bại Thái Lan trong trận chung kết.

## Vòng bảng

### Bảng A
| Đội                | Tr | T | H | B | BT | BB | HS  | Đ |
| ------------------ | -- | - | - | - | -- | -- | --- | - |
| Trung Hoa Dân Quốc | 2  | 2 | 0 | 0 | 12 | 0  | +12 | 4 |
| Indonesia          | 2  | 1 | 0 | 1 | 1  | 5  | −4  | 2 |
| Nhật Bản           | 2  | 0 | 0 | 2 | 0  | 8  | −8  | 0 |

| Trung Hoa Dân Quốc                                             | 5 – 0 | Indonesia |
| -------------------------------------------------------------- | ----- | --------- |
| Ho Su-Ching 29', 37', 50' · Liu Su-Yueh 32' · Chou Tai-Mei 60' |       |           |

| Indonesia   | 1 – 0 | Nhật Bản |
| ----------- | ----- | -------- |
| Lantang 20' |       |          |

| Trung Hoa Dân Quốc                                                                                        | 7 – 0 | Nhật Bản |
| --- | ----- | -------- |
| Liu Su-Yueh 7', 10' · Lin Shu-Chen 17', 59' · Chen Shu-Mei 40' · Hsia Chih-Feng 42' · Chuang Hsiu-Lih 56' |       |          |

### Bảng B
| Đội       | Tr | T | H | B | BT | BB | HS | Đ |
| --------- | -- | - | - | - | -- | -- | -- | - |
| Thái Lan  | 2  | 2 | 0 | 0 | 7  | 0  | +7 | 4 |
| Singapore | 2  | 1 | 0 | 1 | 1  | 2  | −1 | 2 |
| Hồng Kông | 2  | 0 | 0 | 2 | 0  | 6  | −6 | 0 |

| Thái Lan         | 2 – 0 | Singapore |
| ---------------- | ----- | --------- |
| Thongsa 52', 55' |       |           |

| Thái Lan                                                     | 5 – 0 | Hồng Kông |
| ------------------------------------------------------------ | ----- | --------- |
| Thongsa 4', 42' · Wulabi 17' · Chaisawad 23' · Chenjiana 46' |       |           |

| Singapore | 1 – 0 | Hồng Kông |
| --------- | ----- | --------- |
| Aisha 33' |       |           |

## Vòng đấu loại trực tiếp
|  | Bán kết            | Bán kết  |                    |   | Chung kết | Chung kết |
|  |                    |          |                    |   |           |           |
|  | 9 tháng 8          |          |                    |   |           |           |
|  |                    |          |                    |   |           |           |
|  | Trung Hoa Dân Quốc | 3        |                    |   |           |           |
|  | Trung Hoa Dân Quốc | 3        | 11 tháng 8         |   |           |           |
|  | Singapore          | 0        |                    |   |           |           |
|  | Singapore          | 0        | Trung Hoa Dân Quốc | 1 |           |           |
|  | 9 tháng 8          |          | Trung Hoa Dân Quốc | 1 |           |           |
|  |                    | Thái Lan | 0                  |   |           |           |
|  | Thái Lan           | Thái Lan | 0                  | 2 |           |           |
|  | Thái Lan           |          |                    | 2 |           |           |
|  | Indonesia          | 1        |                    |   |           |           |
|  | Indonesia          | 1        | Tranh hạng ba      |   |           |           |
|  |                    |          |                    |   |           |           |
|  | 11 tháng 8         |          |                    |   |           |           |
|  |                    |          |                    |   |           |           |
|  | Singapore          | 2        |                    |   |           |           |
|  | Singapore          | 2        |                    |   |           |           |
|  | Indonesia          | 0        |                    |   |           |           |

### Bán kết
| Trung Hoa Dân Quốc                                    | 3 – 0 | Singapore |
| ----------------------------------------------------- | ----- | --------- |
| Liu Su-Yueh 4' · Lin Shu-Chen 20' · Chen Shu-Ying 22' |       |           |

| Thái Lan | 2 – 1 | Indonesia |
| -------- | ----- | --------- |
|          |       |           |

### Tranh hạng ba
| Singapore | 2 – 0 | Indonesia |
| --------- | ----- | --------- |
|           |       |           |

### Chung kết
| Trung Hoa Dân Quốc | 1 – 0 | Thái Lan |
| ------------------ | ----- | -------- |
| Hsia Chih-Feng 54' |       |          |